# Étienne Ozi
Étienne Ozi (Nîmes, 9 décembre 1754 - Paris, 5 octobre 1813) est un bassoniste, compositeur et pédagogue français.

## Biographie
Étienne Ozi est considéré comme le plus grand bassoniste de son temps. Ce Nîmois d’origine s’installe à Paris en 1779 et y fait une magnifique carrière. En effet, il joue jusqu’en 1790 au Concert Spirituel au moins 37 concertos pour basson dont 19 sont de sa composition. L'Almanach musical, à propos d'un concert donné en décembre 1782, relate par exemple : « M. Ozi a joué sur le basson un concerto. Cet instrument prend sous les doigts de ce virtuose une harmonie si flatteuse pour l'oreille du spectateur, qu'on ne peut s'empêcher d'applaudir l'Artiste qui l'anime, et de prendre part au plaisir qu'il prend lui-même à jouer de cet instrument ». 
Lié comme Mozart à la franc-maçonnerie, il eut pour protecteur le duc d’Orléans et fut premier basson de la musique du Roi. Musicien pour de nombreuses institutions (du Cirque du Palais-Royal en 1790 à la Chapelle de musique de Napoléon, en passant par le Théâtre de la République et des Arts en 1799-1800), compositeur pour un basson à six ou sept clés et directeur de la maison d’édition du Conservatoire, Ozi est également connu pour son enseignement. Il fut en effet professeur à l’École gratuite de musique de la Garde nationale parisienne, futur Conservatoire national de musique de Paris, dans lequel il enseigna jusqu'en 1813. L'établissement affiche dès l'origine son intention d’unifier l’enseignement, à travers l’élaboration d’un ensemble d’ouvrages pédagogiques qui seront imposés aux élèves. Quatorze méthodes officielles, tenant compte de l’évolution la plus récente de la facture instrumentale, voient ainsi le jour entre 1800 et 1814, dont celle d'Ozi pour le basson.

## Méthode de basson
D’impact international, la Nouvelle Méthode de basson d’Ozi adoptée par le Conservatoire pour servir à l’étude dans cet établissement (1802), premier manuel complet pour l’apprentissage du basson en France, « contient les Principes détaillés pour l’Étude du Basson, des Exercices dans tous les Tons avec Accompagnement de Basse, douze Sonates d’une difficulté progressive, Trente Gammes variées et Quarante deux Caprices. Elle renferme aussi la manière de conserver l’Instrument, et les Moyens de faire les Anches. »

## Œuvre
- Méthode de basson, Paris : Boyer, 1787, enrichie en Méthode nouvelle et raisonnée pour le basson (1797), puis Nouvelle méthode de basson (1802). Ce recueil a fait l'objet de nombreuses éditions dont un fac-similé Fuzeau, Méthodes et Traités 4, Série I, 1999. Il contient également : 6 Petites Sonates, 6 Grandes Sonates, 31 Duos et 42 Caprices pour basson.
- plusieurs Suites d'airs civiques, pour deux bassons
- plusieurs Suites de pièces d'harmonie, pour sextuor à vent (op.6, 1784[7] ; ...)
- Pas de manœuvre n°1 et n°2, pour harmonie militaire
- de nombreuses Sonates pour basson et basse
- de nombreux Duos pour deux bassons
- Adagio et rondo pour basson et basse
- huit Concertos pour basson avec accompagnement d'orchestre
- des Symphonies concertantes pour hautbois ou clarinette et basson, ainsi qu'une pour deux bassons
- des Airs et variations pour le basson correspondant à la période révolutionnaire et impériale